# Mate Klarić
Mate Klarić (Skradin, 29. rujna 1885. – Zagreb, 23. srpnja 1961.), hrvatski katolički svećenik, arheolog i kulturni povjesničar Bio je svećenik Šibenske biskupije. 

## Životopis
U Skradinu pohađao pučku školu. U Zadru završio gimnaziju i studij teologije. U istom je gradu 1910. zaređen za svećenika. U Obrovcu i Zadru bio župnikom. Još kao mladi župnik u Obrovcu, intenzivno se bavio poviješću i arheologijom. Najviše su ga zanimali predjeli sjeverne Dalmacije. Veliko Klarićevo otkriće je ploča hrvatskog kneza Branimira u Šopotu kod Benkovca 1928. godine. Nakon prisilnog umirovljenja fra Luje Maruna 1929. godine, Klarić je stavljen na voditeljsko mjesto Muzeja hrvatskih arheoloških spomenika, no zbog lošeg stanja muzeja ustanova je ubrzo privremeno zatvorena. Pred rat premješten je u Sarajevo gdje je bio ravnatelj Zemaljskog muzeja u Sarajevu od 1941. do 1945. godine. Ratnih je godina bio tajnik Hrvatskog državnog muzeja u Sarajevu. Krajem 1943. Klarić je ponovo postavljen za ravnatelja Muzeja hrvatskih arheoloških spomenika, tada još u Kninu a s izlošcima deponiranim u Sinju. Ljeta 1945. na njegovo mjesto došao je Lovre Katić. Novoj Jugoslaviji bio je "sumnjivi element", pa su ga uhitili i zatočili u Staroj Gradišci. Po izdržanoj kazni preselio se u Zagreb, gdje je umro 1961. godine.
U stručnoj periodici objavio stručne i znanstvene radove. Napisao knjižicu Obrovac sredovječnih isprava (od X-XIV vijeka). Klarićev specifični interes bila je i ubikacija niza hrvatskih srednjovjekovnih sela, koja su nestala s turskim osvajanjem tog područja, a nalazila su se kod sela Korlata, kroz područje kuda je u srednjem vijeku prolazila Via Magna, koja je vodila od Knina, preko Ostrovice do Benkovca, a zatim preko Smilčića do Nina i kojom su u zadarsko zaleđe stizale sve velike migracije i vojne ekspedicije.
Danas u Benkovcu jedna ulica nosi ime don Mate Klarića.